# Reserva india de Port Madison

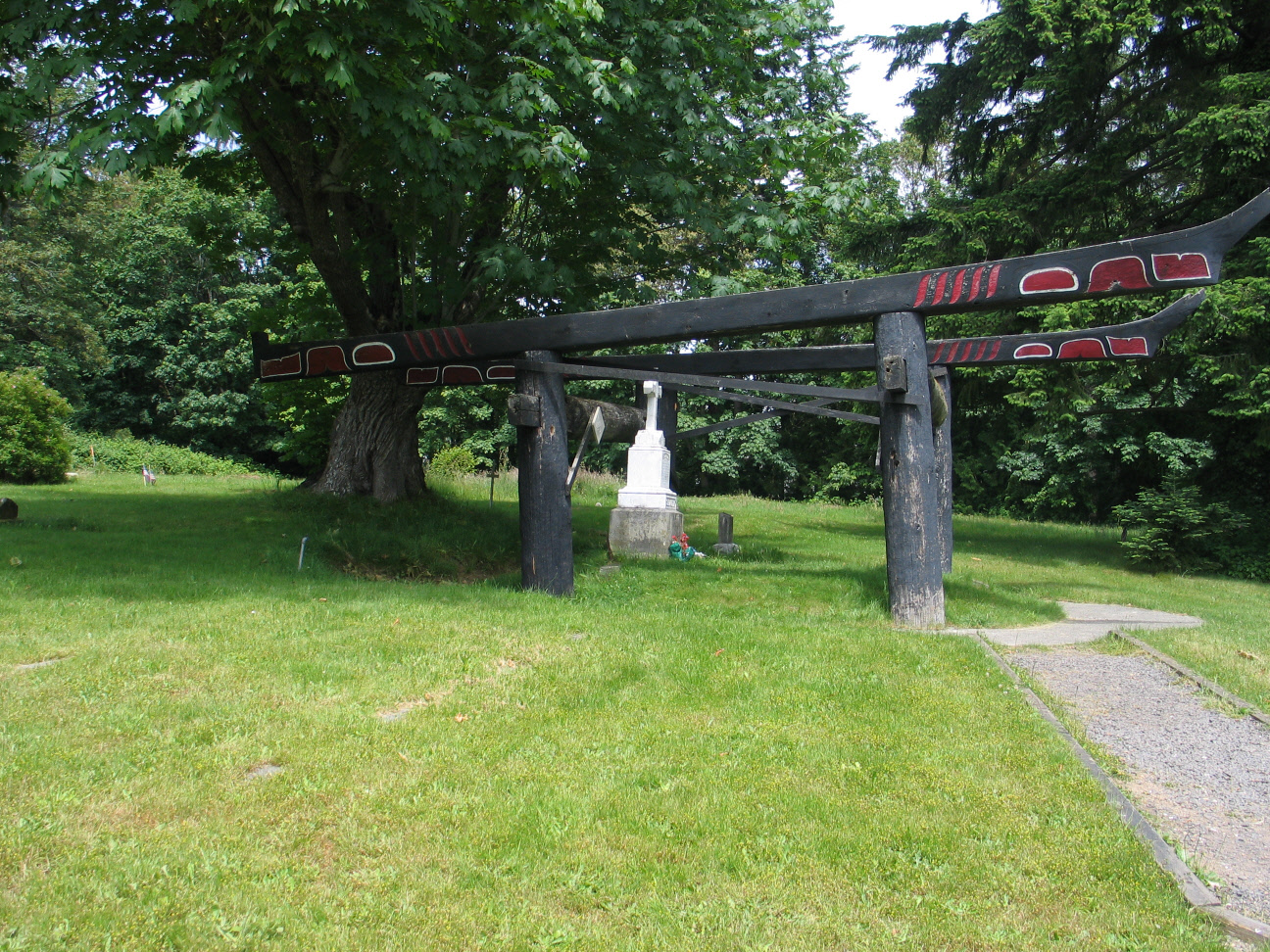
Chief Sealth Grave (Chief Seattle), Suquamish, Washington

La Reserva India de Port Madison es una reserva india en el Norte de Kitsap County, Washington. Ocupa 29.5 km² (7,284 acres) en las orillas occidental y septentrional de Puerto Madison, y está dividida en dos parcelas separadas por la Bahía Miller. Los pueblos no incorporados de los Suquamish e Indianola se encuentran ambos en los límites de la reserva.
La reserva fue establecida por el Tratado de Point Elliott el 22 de enero de 1855 para la tribus de los suquamish, y fue ampliada por una orden ejecutiva concedida el 21 de octubre, en 864. Cuando las tierras fueron reservadas por el Tratado de Point Elliott, todo el territorio pasó a ser propiedad de miembros de la tribu Suquamish y designada para su uso exclusivamente. No obstante, una serie de procedimiento diseñados para acomodar la expansión no-India y la adquisición de tierras creó la situación actual donde la reserva está extensamente entremezclada con propiedades no-tribales.